# Вижва Сергій Андрійович
Сергі́й Андрі́йович Ви́жва (*2 квітня 1960, Заріччя (Володимир-Волинський район)) — український учений-геофізик. Член-кореспондент НАН України по відділенню «Науки про Землю» з 2025 р., доктор геологічних наук, професор, академік АН ВШ України з 2010 р.
Член НАЗЯВО з 27 липня 2016 року

## Біографія
Народився у с. Заріччя Володимир-Волинського району Волинської обл. У 1977 році закінчив Володимир-Волинську середню школу № 1. У 1982 р. закінчив геологічний факультет Київського державного університету ім. Т. Г. Шевченка за спеціальністю «геофізичні методи пошуків та розвідки родовищ корисних копалин». З 1985 по 1989 р. працював в Комплексній геофізичній партії Дніпровської геолого-геофізичної експедиції ДГП «Північукргеологія» на посадах геофізика, начальника загону, головного інженера партії. З 1989 р. перейшов на роботу в Базову петрофізичну лабораторію НДЧ геологічного факультету Київського державного університету ім. Т. Г. Шевченка, де працював на посаді провідного інженера до 1992 р. З 1992 р. — на викладацькій роботі на кафедрі геофізики геологічного факультету університету: 1992–1997 рр. — асистент, 1998–2002 рр. — доцент, з 2002 р. — завідувач кафедри геофізики, з 2007 р. — декан геологічного факультету. У 1996 р. захистив кандидатську, а в 2004 р. — докторську дисертацію на тему «Теорія та методологія комплексної геодинамічної інтерпретації даних геофізичного моніторингу небезпечних геологічних процесів». В 1998 р. отримав вчене звання доцента, а в 2005 р. — професора кафедри геофізики. З 2012 по 2015 рр. проректор з наукової роботи Київського національного університету ім. Тараса Шевченка. З 2015 по 2019 рр. – зав. кафедри геофізики ННІ "Інститут геології". З 2019 р. по даний час - директор ННІ "Інститут геології" Київського національного університету імені Тараса Шевченка; науковий керівник науково-дослідної лабораторії теоретичної і прикладної геофізики, науковий керівник держбюджетних тем з МОН України.

## Наукова діяльність
Автор і співавтор понад 400 наукових праць,в т.ч. 11-ти монографій, 4 - х підручників, 8-ми навчальних посібників; 115 публікацій входять до науковометричної бази Scopus, а 88 – до бази Web of Science.
Керівник наукової школи "Геофізика" в Київському національному університеті імені Тараса Шевченка. Член редколегії наукових видань: Вісник Київського національного університету. Серія Геологія (голова); Геофізичного журналу, журналу Геодинаміка. 
Особисто підготував 20 кандидатів та 6-х докторів  наук.
З 2012 по 2018 рр. - член ради Державного фонду фундаментальних досліджень України.
З 2015 по 2018 рр. - член Національного агентства по забезпеченню якості вищої освіти України від вищих навчальних закладів державної форми власності.
З 2019 по 2024 рр. очолював секцію 22 «Науки про Землю»  Наукової ради МОН України та підкомісію по розробці державних стандартів освіти за спеціальністю «Науки про Землю» науково-методичної комісії з біології, природничих наук та математики сектору вищої освіти Науково-методичної ради МОН України.
З травня 2025 р. член-кореспондент НАН України по відділенню «Науки про Землю».
Член Європейської асоціації геовчених та інженерів (EAGE); академік, член президії Академії наук вищої школи України; академік, керівник відділення геофізики Української нафтогазової академії.
Член НТР Мінпаливенерго України та НАК «Нафтогаз України».  

## Звання і нагороди
Нагороджений відзнаками Київського міського голови: 2002 р. - Почесну грамоту, 2008 р. - Знак пошани. Нагороджений галузевими відзнаками Державної геологічної служби Міністерства екології та природних ресурсів України: 2007 р. - медаллю Л.І. Лутугіна, 2008 р. – медаллю В.І.Лучицького, 2009 р. – знаком «Почесний розвідник надр», 2023 р. - нагрудним знаком «ВІДЗНАКА ДЕРЖАВНОЇ СЛУЖБИ ГЕОЛОГІЇ ТА НАДР УКРАЇНИ». В 2004 р. отримав Почесну грамоту Кабінету міністрів України, а в 2009 р. почесне звання «Заслужений працівник освіти України». Нагороджений відзнаками НАК «Нафтогаз України» - Почесною грамотою (2012), Почесною відзнакою ІІІ ступеня (2019). В 2019 р. отримав Почесну відзнаку Вченої ради Київського національного університету імені Тараса Шевченка та Відзнаку НАН України за досягнення в науковій сфері.